# I Am Me
I Am Me es el segundo álbum de estudio por la cantante Ashlee Simpson. El primer sencillo del álbum fue Boyfriend, y el segundo sencillo fue L.O.V.E. I Am Me fue lanzado en Estados Unidos el 18 de octubre de 2005 y debutó en el número uno en ventas. Simpson trabajó con John Shanks y Kara DioGuardi en este álbum, cómo lo hizo en el primer álbum, Autobiography. Shanks produjo el álbum, y Simpson coescribió todas las canciones con Shanks y DioGuardi. El 15 de diciembre, I Am Me fue certificado Platino por RIAA por vender más de un millón de copias en Estados Unidos (en abril de 2008, vendió 942,994 copias.) Un nuevo sencillo de Simpson, Invisible, fue reportado para estar incluido en el relanzamiento de I Am Me a mitad del 2006, pero fue cancelado. La canción fue más tarde incluida en los bonus track del siguiente álbum de Simpson, Bittersweet World.

## Producción

### Antecedentes
I Am me fue lanzado cerca de quince meses después de Autobiography, que fue lanzado en julio de 2004. De acuerdo con Simpson, tras su gira de febrero a abril de 2005, se suponía que debería haberse tomado un mes de descanso, pero comenzó a trabajar en el álbum tempranamente; cómo dijo "Llegué a casa y me aburrí, así que llame a John Shanks y le dije, '¿Puedo ir al estudio?' Tengamos una ventaja así la compañía discográfica no pide la grabación de inmediato." También dijo que quería "sacar los pre-nervios o cualquier cosa que vaya mal con mi sistema. Y cuando fui todo comenzó a ir sin problemas. Fue divertido." De acuerdo con Simpson, sintió menos presión cuando grabó I Am Me que cuando grabó Autobiography.
I Am Me es, cómo su predecesor, una mezcla de rock y pop; ha sido descrito como similar al primer álbum de Simpson, y ella misma dijo que quería que sea "familiar" a Autobiography. Algunas diferencias también han sido notadas. I Am Me ha sido como una influencia por la música de los 80, y Simpson dijo "Amo la música de los 80" y "Es tan liviana y divertida, y eso era mucho de lo que quería para éste álbum." Antes de la grabación de I Am Me, Simpson dijo que quería incorporar más sensaciones de los 80 en su próximo álbum, por ser su música favorita de ese tiempo.
I Am Me ha sido llamado más musicalmente "agresivo" que Autobiography e incorpora un estilo de música; ha sido llamado "dinámico" y "ambicioso". El padre de Simpson y su dirigente dijo que su hija tuvo que tener un freno de "los lugares que ella quería ir" como artista, porque, él dijo, sí cambiaba muy de repente sus fanes la dejarían detrás. Simpson mencionó en cómo trató "nuevos sonidos" cuando trabajó en el álbum, citando particularmente la canción "Burnin Up", qué fue descrita por un comentarista como "una puñalada bastante creíble al estilo Clash." Esta canción no es un cover de la canción de Madonna, ("Burning Up") que Simpson hizo un cover durante un tour entre febrero y abril de 2005.
Líricamente, el álbum refleja las diferentes experiencias de vida que pasó Ashlee desde su último álbum; en particular, dos canciones que se refieren a las emociones de Simpson por su falló en Saturday Night Live en octubre de 2004, la cual utilizó una pista de acompañamiento debido una enfermedad, solo por haber puesto la canción equivocada, esto hizo hacerse notar la presencia de la canción por detrás y avergonzándola en la televisión en vivo. Este incidente le dejó a Simpson el objetivo de las críticas y humor a costa de ella. La primera canción del álbum que refleja el incidente es "Beautifully Broken", qué logra un tono positivo con como encontrar la belleza en el fracaso-"la canción es cómo cuando estás en tú cama y estás llorando y no quieres levantarse al día siguiente...es sobre encontrar esa fuerza interior y encontrar esa parte en ti mismo que es como: 'Sí, puedo levantar mi cabeza y puedo continuar.'" "Catch Me When I Fall", la segunda canción en el álbum que trata sobre el incidente, es una balada de piano que refleja la debilidad y tristeza y se refiere a un sentimiento de soledad. El tema de aceptar las imperfecciones es reflejando en un mensaje oculto que es incluido en la caja del CD. Simpson dijo del álbum: "El disco es el reencuentro de lo oscuro con la luz en un sentido. Creo que todos tienen un lado oscuro. Este álbum es sobre encontrar lo positivo, encontrar la luz." Simpson mencionó en una entrevista de AIM que eligió el título I Am Me "porque he pasado por muchas cosas altas y bajas éste año, pero no importa lo que me pase a mí siempre me quedaré verdadera a cómo soy."
Simpson también mencionó cómo las letras del álbum reflejan sus diferentes sentimientos en tiempos diferentes, los altibajos que ella experimentó: "Todos nos ponemos tristes a veces, y todos queremos bailar y festejar también."
Al igual que Autobiography, muchas de las canciones tratan sobre las relaciones. "Coming Back For More" es, cómo Simpson lo llama "una canción divertida, bailada sobre un ex-novio" y su relación que no quiere que tenga un final. "I Am Me" es una canción energética en que Simpson responde con dolor y furia a su novio estando con otra chica, e insiste: "Yo soy yo, y no cambiaré por nadie." "In Another Life" es, en las palabras de Simpson, "una canción romántica sobre cuando conoces a un chico y parece ser que sabe todo sobre ti antes de que lo llegues a conocer realmente, y te sientes cómoda con él enseguida. Él te hace sentir hermosa." "Say Goodbye", la más melancólica, trata sobre el fin de una relación. Otras canciones cubren una variedad de temas: "Boyfriend" es una respuesta a los rumores o acusaciones que ella le robó el novio a otra chica (aunque los rumores sugieren que es supuestamente el romance con el ex de Lindsay Lohan, Wilmer Valderrama, Simpson dijo que no es "sobre una persona en particular", pero es sobre la situación que muchas chicas se pueden relacionar); "L.O.V.E." es sobre chicas saliendo y divirtiéndose sin la necesidad de cualquier chico; "Eyes Wide Open" es una "canción espeluznante" sobre el sentimiento de Simpson que había un fantasma en su casa.
En agosto de 2009, Miley Cyrus hizo un cover de "Kicking and Screaming" por su EP The Time of Our Lives. Aunque Simpson coescribió la canción con Shanks y DioGuardi, Simpson no apareció en los créditos de la canción para el EP de Cyrus.

## Promoción
Iniciálmente, el primer sencillo fue planeado ser "L.O.V.E.", y el álbum iba a llamarse In Another Life. Pronto después de que las cosas fueran anunciadas, de todas maneras, el primer sencill ofue cambiado a Boyfriend y el álbum titulado I Am Me.
"Boyfriend" oficialmente tuvo éxito en la radio el 6 de septiembre, debutó en Hot 100 en septiembre en el número 71, aumentó en gran medida la semana próxima para el número 24, y finalmente llegó al Hot 100 llegando al número 19, haciendo la segunda canción más exitosa de Simpson en Hot 100 hasta la fecha. El vídeo musical fue premiado en MTV Making the Video el 12 de septiembre.
"L.O.V.E." fue el segundo sencillo, cómo dijo Simpson en MSN Internet el 26 de octubre. Antes del lanzamiento del sencillo, "L.O.V.E" debutó en Billboard Hot 100 en el número 78 a finales de octubre, y volvió a entrar en el número 76 en diciembre. El vídeo para "L.O.V.E." pasó 10 días para llegar al número uno en MTV, Total Request Live. "Catch Me When I Fall" se enlistó en Billboard Pop 100 en el número 93 en la fuerza de las descargas, aunque no fue lanzado cómo sencillo.
Simpson hizo varias apariciones en la televisión, incluyendo el regreso a Saturday Night Live en la noche del 8 y 9 de octubre (que presentó "Catch Me When I Fall" y "Boyfriend") para promocionar I Am Me y sus sencillos. En la fecha del lanzamiento, el 18 de octubre, Simpson presentó "Boyfriend" y "Coming Back For More" en Good Morning America, y apareció en una entrevista en vivo con Regis y Kelly, aunque no cantó. Más tarde en el día apareció en Total Request Live, dónde presentó "Boyfriend". También cantó "Boyfriend" el 21 de octubre en The Tonight Show. El 24 de octubre cantó en The Ellen DeGeneres Show "Boyfriend" y fue entrevistada; el 1 de noviembre estuvo en Canadá para promocionar el álbum y apareció en MuchMusic, MuchOnDemand para una entrevista.
Simpson comenzó a promocionar "L.O.V.E." con un show en The Late Show con David Letterman el 21 de noviembre, siguiendo una presentación de la canción el 22 de noviembre en el episodio de The View. El 6 de diciembre, cantó "L.O.V.E." como parte de su show con Pretty Ricky en los premios Billboard Music. Simpson cantó "L.O.V.E." en el primer episodio de CD USA, que salió al aire el 21 de enero de 2006, y fue también entrevistada para el show.
Simpson fue a Reino Unido a promocionar I Am Me y "Boyfriend" en Top of the Pops Reloaded. Más tarde en febrero, en Estados Unidos, Simpson fue premiada con el premio "Bounce Back" en TRL Awards, que salió al aire el 25 de febrero, y presentó "L.O.V.E." en la ocasión. Simspon presentó en MTV Australia Video Music Awards el 12 de abril de 2006, y presentó "Boyfriend" y "L.O.V.E."
Simpson presentó las canciones "Boyfriend", "L.O.V.E." y "I Am Me" para Sessions@AOL en Internet para el lanzamiento del álbum. El álbum estuvo disponible para escuchar en MTV.com "The Leak" en la semana anterior a su lanzamiento, comenzando el 11 de octubre. Wal-Mart lanzó un paquete exclusivo que incluye el CD I Am Me y un DVD.
De acuerdo con un rumor inicialmente informado en marzo de 2006, habría un relanzamiento de I Am me con al menos una nueva canción. Fue informado en un artículo en junio/julio 2006 en Teen People que habría un relanzamiento del álbum con una canción nueva, "Invisible"; Simpson también dijo en entrevistas, pero en enero de 2007, no se había anunciado una fecha de lanzamiento para el relanzamiento, por lo que los planes de lanzamiento se habían abandonado. Simpson filmó el vídeo musical en mayo, y fue presentado el 19 de junio.

### Giras
Para promocionar el álbum y los sencillos, Simpson comenzó las giras el 21 de septiembre en Portland, Oregón, con otro escenario de la gira comenzando el 9 de noviembre en Portland, Maine. Durante el 2006 se presentó en muchas ocasiones en la primavera; a principios de mayo se presentó en SunFest en West Palm Beach, Florida.
Posteriormente se embarzó en una gira de verano importante, el L.O.V.E. Tour, que comenzó el 5 de junio en Santa Bárbara, California, y en su inicio estaba programada para tener 32 conciertos, conluyendo el 29 de julio en Clarkston, Míchigan. The Veronicas abrieron la primera vez en algunas de las giras, pero tuvieron que cancelar su participación en el tour debido a un problema con una vocalista de las cantantes, Lisa Origliasso. Durante los conciertos del tour, Simspon tuvo un número de cambios de vestuario, incluyendo uno "subido de tono" en la canción "La La" y presentó una versión de "Sweet Dreams (Are Made of This)" de Eurythmics. También presentó otra versión de "Why Don't You Do Right?".

## Críticas
La respuesta inicial a I Am Me fue mixta a lo negativo. En Metacritic, que asigna una calificación normalizada de los 100 comentarios de la prensa dominante, el álbum recibió una puntuación media de 43, basada en 13 comentarios.
Una crítica de BBC del álbum fue positiva, llamándolo con "confianza y búsqueda" y diciendo que "coquetea con los años 80 y produce un sonido más maduro, más ajustado." Stylus le dio una crítica positiva; diciendo que "no es tan constante y sólido como Autobiography", llama a I Am Me "más que respetable" y "un muy buen disco." Otra crítica lo llamó "un álbum pop/rock" con una fuerte lírica que "debería ir lejos para restablecer a Ashlee Simpson como una artista legítima", dándole tres estrellas y media (de cinco).
Rolling Stone le dio una crítica negativa, con un número ligeramente inferior de lo que había considerado previamente con Autobiography: I Am Me recibió una estrella y media, mientras que Autobiography recibió dos (de cinco). La crítica de Rolling Stone llamó al álbum "una colección de once canciones sin alma que falla en siquiera calificar como placeres culpables" y dijo que "en atreverse a ofrecer algo para todos, Simpson le ofrece nada a todos." Allmusic le dio al álbum una valoración negativa (y una puntuación de dos estrellas de cinco) diciendo que "a diferencia de Autobiography, esto simplemente no es rock and roll divertido-las canciones no son atrapantes, la actitud es severa, las producciones son frías y distantes, todo resalta las deficiencias de Ashlee Simpson como cantante, mientras entierra un personaje que en su debut y el programa de MTV." Blender dijo que, en comparación con Autobiography, "los sentimientos son más banales", y llama I Am Me una "mala racha", dándole dos de cinco estrellas.
Otra crítica llamó al álbum "sólido, pero no espectacular" acreditando a Simpson con ir "en direcciones que Avril Lavigne nunca ha pensado", pero deseando que Simpson mostró más "molestoso" en su álbum.

## Listas
"I Am Me" debutó en el número uno en Billboard 200, como su predecesor, Autobiography; de todas formas "I Am Me" no llegó al mismo nivel que lo hizo "Autobiography". El primer álbum de Simpson vendió 398.000 copias en su primera semana del lanzamiento en Estados Unidos, I Am Me vendió 220,000 de acuerdo con Billboard; las ventas para el álbum decayeron a un 67% en la segunda semana, cuando vendió cerca de 73.000 copias y cayó al número seis en Billboard 200. En su tercera semana, el álbum vendió cerca de 54 000 copias, las ventas cayeron a un 25%, y cayó en las listas en el número 10. La revista Rolling Stone lo agrupó junto a los numerosos "álbumes pesadamente anticipados" de la temporada cuyas ventas habían "fracasado", cómo el álbum de Alicia Keys Unplugged y el álbum de Rod Stewart, Thanks for the Memory: The Great American Songbook 4, que habían sido lanzados la misma semana que "I Am Me".
Em Australia, "I Am Me" debutó en el número 35 sin que ningún sencillo fuera lanzado previamente. "Boyfriend" fue lanzado una semana después de "I Am Me". De todas formas, "I Am Me" no entró en lista de nuevo después de su debut y cayó completamente.
En Reino Unido, en ausencia de cualquier promoción, "I Am Me" debutó en el número 160, vendiendo simplemente 1392 copias en su primera semana. Sin embargo, a fines de enero de 2006, Simpson fue a Reino Unido para promocionar "Boyfriend", varios meses después que en Estados Unidos; el sencillo fue lanzado en Reino Unido el 30 de enero de 2006, y llegó al número 12 en su primera semana; también, el álbum llegó al número 50 en Reino Unido a mitad de febrero de 2006. "I Am Me" ha vendido un millón de copias en Estados Unidos y alrededor de tres millones de copias en el mundo.
| Lista                        | Posición |
| ---------------------------- | -------- |
| Australian ARIA Albums Chart | 35       |
| Austrian Albums Chart        | 60       |
| Canadian Albums Chart        | 4        |
| UK Albums Chart              | 50       |
| U.S. Billboard 200           | 1        |

### Trayectoria en listas
| Semana   | 01 | 02 | 03 | 04 | 05 | 06 | 07 | 08 | 09 | 10 | 11 | 12 | 13 | 14 | 15 | 16 | 17  | 18  | 19  | 20  | 21  | 22  | 23  | 24  |
| Posición | 1  | 6  | 10 | 16 | 35 | 25 | 46 | 39 | 47 | 51 | 40 | 39 | 54 | 70 | 82 | 90 | 103 | 112 | 118 | 119 | 158 | 174 | 183 | 194 |

## Lista de canciones
1. "Boyfriend" (3:00)
2. "In Another Life" (3:48)
3. "Beautifully Broken" (3:16)
4. "L.O.V.E." (2:34)
5. "Coming Back For More" (3:30)
6. "Dancing Alone" (3:55)
7. "Burnin Up" (3:57)
8. "Catch Me When I Fall" (4:02)
9. "I Am Me" (3:18)
10. "Eyes Wide Open" (4:10)
11. "Say Goodbye" (4:15)

- Bonus Tracks

1. "Kicking And Screaming" (2:58)
2. "Fall In Love With Me" (2:58)
3. "Get Nasty" (3:16)

## Sencillos
- Boyfriend
- L.O.V.E.
- Invisible